# Sejong
Sejong el Gran (7 de maig de 1397 – 18 de maig de 1450) va ser un rei coreà de la Dinastia Joseon, lingüista i inventor que va pujar al tron el 1418. Se'l considera una de les figures més importants de la història coreana. Tenia gran interès per l'agricultura, l'astronomia i la medicina, i se li atribueixen, entre altres contribucions científiques, l'invent d'un rellotge de sol i un d'aigua. Veient que la major part del poble coreà no sabia llegir ni escriure va idear un sistema d'escriptura senzill i efectiu per a aconseguir eliminar l'analfabetisme: l'hangul. Per aquest motiu, l'any 1989 es va crear el Premi d'Alfabetització de la UNESCO Rei Sejong, patrocinat pel govern de Corea del Sud.
Sejong el Gran va crear l'alfabet hangul en veure que els seus súbdits només podien comunicar-se oralment, ja que els caràcters xinesos no eren capaços d'expressar els termes coreans pel que fa a pensaments i sentiments. El sistema d'escriptura emprat en aquells moments (l'idu) era molt complicat, i només estava a l'abast dels homes de la privilegiada aristocràcia, que tenien l'educació i el temps necessaris per a poder-se dedicar al seu aprenentatge i, així, poder llegir i escriure amb fluïdesa. El rei, doncs, va crear l'hangul com un sistema senzill de lectura i d'escriptura per a combatre l'elevada taxa d'analfabetisme del seu poble i, gràcies a això, va aconseguir que quedés pràcticament erradicat.